# German Grand Prix 2018/3
Der 3. German Grand Prix 2018 (GGP) war ein Turnier in der Billarddisziplin Karambolage-Dreiband und wurde vom 10.–12. August 2018 in Herten ausgetragen.

## Kommentar
Nachdem seit 2012 kein German Grand Prix mehr ausgetragen wurde, startet die DBU diese Turnierserie 2018 neu. Es werden drei Grands Prix gespielt. Dabei werden am Ende je nach Platzierung Punkte vergeben. Die drei Punktbesten nach drei Turnieren qualifizieren sich für Die Deutsche Meisterschaft 2018. Somit entfällt das Qualifikationsturnier das jährlich in Witten ausgetragen wurde.

## Vorrunde
Legende Ergebnisse:
Pkt. = Punkte
Ball = Bälle
Aufn. = Aufnahmen
GD = Generaldurchschnitt
BED = bester Einzeldurchschnitt
HS = Höchste Serie

Distanz:
Ball: 30
Aufnahmen: 40
Nachstoß: ja
| Name                                  | Pkt. | Ball | Aufn. | GD    | BED   | HS |
| ------------------------------------- | ---- | ---- | ----- | ----- | ----- | -- |
| Cengiz Karaca (BC International)      | 4    | 60   | 62    | 0,967 | 1,034 | 5  |
| Axel Büscher (Bergisch-Gladbacher BC) | 2    | 44   | 69    | 0,637 | 0,600 | 4  |
| Dietmar Skupin (BC Elversberg)        | 0    | 38   | 73    | 0,520 | -     | 4  |

| Name                        | Pkt. | Ball | Aufn. | GD    | BED   | HS |
| --------------------------- | ---- | ---- | ----- | ----- | ----- | -- |
| Lukas Stamm (BA Berlin)     | 4    | 60   | 48    | 1,250 | 2,000 | 7  |
| Ulrich Kneip (BSG Duisburg) | 2    | 46   | 70    | 0,657 | 0,810 | 5  |
| Peter Ehrhardt (CV Kassel)  | 0    | 12   | 52    | 0,230 | -     | 2  |

| Name                            | Pkt. | Ball | Aufn. | GD    | BED   | HS |
| ------------------------------- | ---- | ---- | ----- | ----- | ----- | -- |
| Frank Sudar (TSG Heilbronn)     | 4    | 60   | 63    | 0,952 | 1,200 | 6  |
| Frank Spruzina (VfV Hildesheim) | 2    | 30   | 65    | 0,461 | 0,400 | 3  |
| Jürgen Rötter (CV Kassel)       | 0    | 32   | 78    | 0,410 | -     | 4  |

| Name                            | Pkt. | Ball | Aufn. | GD    | BED   | HS |
| ------------------------------- | ---- | ---- | ----- | ----- | ----- | -- |
| Hakan Celik (BA Berlin)         | 4    | 60   | 69    | 0,869 | 1,000 | 6  |
| Tay-Dien Truong (BC Regensburg) | 2    | 53   | 66    | 0,803 | 0,833 | 5  |
| Hamed Mohssen (CV Kassel)       | 0    | 21   | 75    | 0,280 | -     | 3  |

| Name                                  | Pkt. | Ball | Aufn. | GD    | BED   | HS |
| ------------------------------------- | ---- | ---- | ----- | ----- | ----- | -- |
| Matthias Meske (BC Elfenbein Höntrop) | 2    | 51   | 58    | 0,879 | 1,304 | 5  |
| Martin Ulbig (BA Berlin)              | 2    | 47   | 59    | 0,796 | 0,833 | 5  |
| Tom Löwe (Lobberich)                  | 2    | 56   | 71    | 0,788 | 0,857 | 4  |

| Name                                    | Pkt. | Ball | Aufn. | GD    | BED   | HS |
| --------------------------------------- | ---- | ---- | ----- | ----- | ----- | -- |
| Dustin Jäschke (Bergisch-Gladbacher BC) | 4    | 56   | 51    | 1,098 | 2,727 | 7  |
| Reinhard Voß (BSV Marl)                 | 2    | 47   | 80    | 0,587 | 0,675 | 4  |
| Dirk Rosteck (BF Hoster-Eck)            | 0    | 28   | 51    | 0,549 | -     | 5  |

| Name                              | Pkt. | Ball | Aufn. | GD    | BED   | HS |
| --------------------------------- | ---- | ---- | ----- | ----- | ----- | -- |
| Bajram Ibraimov (MBC Duisburg)    | 4    | 60   | 75    | 0,800 | 0,857 | 6  |
| Holger Kroke (BC GT Buer)         | 2    | 46   | 80    | 0,575 | 0,700 | 6  |
| Ikrami Attalla (BC International) | 0    | 41   | 75    | 0,546 | -     | 5  |

| Name                                   | Pkt. | Ball | Aufn. | GD    | BED   | HS |
| -------------------------------------- | ---- | ---- | ----- | ----- | ----- | -- |
| Tobias Bouerdick (Bottroper BA)        | 4    | 60   | 55    | 1,090 | 1,428 | 5  |
| Holger Scharmentke-Haak (BC GT Buer)   | 2    | 34   | 74    | 0,459 | 0,475 | 5  |
| Heinz-Peter Bastian (1 BC Saarbrücken) | 0    | 19   | 61    | 0,311 | -     | 2  |

Legende:
- xx = Einzug in die Hauptrunde

## Hauptrunde
Legende Ergebnisse:
Pk = Punkte
Bl = Bälle
Fan = Aufnahmen
ED = Einzeldurchschnitt
HS = Höchste Serie

Distanz:
Ball: 30
Aufnahmen: 40
Nachstoß: nein
|  | Viertelfinale Spiel bis 30 Punkte | Viertelfinale Spiel bis 30 Punkte | Viertelfinale Spiel bis 30 Punkte | Viertelfinale Spiel bis 30 Punkte | Viertelfinale Spiel bis 30 Punkte | Viertelfinale Spiel bis 30 Punkte |                |             | Halbfinale Spiel bis 30 Punkte | Halbfinale Spiel bis 30 Punkte | Halbfinale Spiel bis 30 Punkte | Halbfinale Spiel bis 30 Punkte | Halbfinale Spiel bis 30 Punkte | Halbfinale Spiel bis 30 Punkte |      |       | Finale Spiel bis 30 Punkte | Finale Spiel bis 30 Punkte | Finale Spiel bis 30 Punkte | Finale Spiel bis 30 Punkte | Finale Spiel bis 30 Punkte | Finale Spiel bis 30 Punkte |
|  |                                   |                                   |                                   |                                   |                                   |                                   |                |             |                                |                                |                                |                                |                                |                                |      |       |                            |                            |                            |                            |                            |                            |
|  |                                   | MP                                | Pkt.                              | Aufn.                             | ED                                | HS                                |                |             |                                |                                |                                |                                |                                |                                |      |       |                            |                            |                            |                            |                            |                            |
|  |                                   | MP                                | Pkt.                              | Aufn.                             | ED                                | HS                                |                |             |                                |                                |                                |                                |                                |                                |      |       |                            |                            |                            |                            |                            |                            |
|  | Cengiz Karaca                     | 2                                 | 30                                | 22                                | 1,363                             | 7                                 |                |             |                                |                                |                                |                                |                                |                                |      |       |                            |                            |                            |                            |                            |                            |
|  | Cengiz Karaca                     | 2                                 | 30                                | 22                                | 1,363                             | 7                                 |                | MP          | Pkt.                           | Aufn.                          | ED                             | HS                             |                                |                                |      |       |                            |                            |                            |                            |                            |                            |
|  | Tobias Bouerdick                  | 0                                 | 11                                | 21                                | 0,523                             | 3                                 |                | MP          | Pkt.                           | Aufn.                          | ED                             | HS                             |                                |                                |      |       |                            |                            |                            |                            |                            |                            |
|  | Tobias Bouerdick                  | 0                                 | 11                                | 21                                | 0,523                             | 3                                 | Cengiz Karaca  | 2           | 30                             | 25                             | 1,200                          | 7                              |                                |                                |      |       |                            |                            |                            |                            |                            |                            |
|  |                                   | MP                                | Pkt.                              | Aufn.                             | ED                                | HS                                | Cengiz Karaca  | 2           | 30                             | 25                             | 1,200                          | 7                              |                                |                                |      |       |                            |                            |                            |                            |                            |                            |
|  |                                   | MP                                | Pkt.                              | Aufn.                             | ED                                | HS                                |                | Hakan Celik | 0                              | 14                             | 24                             | 0,583                          | 7                              |                                |      |       |                            |                            |                            |                            |                            |                            |
|  | Hakan Celik                       | 2                                 | 30                                | 33                                | 0,909                             | 4                                 |                | Hakan Celik | 0                              | 14                             | 24                             | 0,583                          | 7                              |                                |      |       |                            |                            |                            |                            |                            |                            |
|  | Hakan Celik                       | 2                                 | 30                                | 33                                | 0,909                             | 4                                 |                |             |                                |                                |                                |                                |                                | MP                             | Pkt. | Aufn. | ED                         | HS                         |                            |                            |                            |                            |
|  | Matthias Meske                    | 0                                 | 23                                | 32                                | 0,718                             | 5                                 |                |             |                                |                                |                                |                                |                                | MP                             | Pkt. | Aufn. | ED                         | HS                         |                            |                            |                            |                            |
|  | Matthias Meske                    | 0                                 | 23                                | 32                                | 0,718                             | 5                                 | Cengiz Karaca  | 0           | 29                             | 44                             | 0,659                          | 4                              |                                |                                |      |       |                            |                            |                            |                            |                            |                            |
|  |                                   | MP                                | Pkt.                              | Aufn.                             | ED                                | HS                                | Cengiz Karaca  | 0           | 29                             | 44                             | 0,659                          | 4                              |                                |                                |      |       |                            |                            |                            |                            |                            |                            |
|  |                                   | MP                                | Pkt.                              | Aufn.                             | ED                                | HS                                |                | Lukas Stamm | 2                              | 30                             | 45                             | 0,666                          | 5                              |                                |      |       |                            |                            |                            |                            |                            |                            |
|  | Frank Sudar                       | 0                                 | 21                                | 29                                | 0,724                             | 3                                 |                | Lukas Stamm | 2                              | 30                             | 45                             | 0,666                          | 5                              |                                |      |       |                            |                            |                            |                            |                            |                            |
|  | Frank Sudar                       | 0                                 | 21                                | 29                                | 0,724                             | 3                                 |                | MP          | Pkt.                           | Aufn.                          | ED                             | HS                             |                                |                                |      |       |                            |                            |                            |                            |                            |                            |
|  | Dustin Jäschke                    | 2                                 | 30                                | 30                                | 1,000                             | 11                                |                | MP          | Pkt.                           | Aufn.                          | ED                             | HS                             |                                |                                |      |       |                            |                            |                            |                            |                            |                            |
|  | Dustin Jäschke                    | 2                                 | 30                                | 30                                | 1,000                             | 11                                | Dustin Jäschke | 0           | 27                             | 32                             | 0,843                          | 4                              |                                |                                |      |       |                            |                            |                            |                            |                            |                            |
|  |                                   | MP                                | Pkt.                              | Aufn.                             | ED                                | HS                                | Dustin Jäschke | 0           | 27                             | 32                             | 0,843                          | 4                              |                                |                                |      |       |                            |                            |                            |                            |                            |                            |
|  |                                   | MP                                | Pkt.                              | Aufn.                             | ED                                | HS                                |                | Lukas Stamm | 2                              | 30                             | 32                             | 0,937                          | 6                              |                                |      |       |                            |                            |                            |                            |                            |                            |
|  | Lukas Stamm                       | 2                                 | 30                                | 38                                | 0,789                             | 4                                 |                | Lukas Stamm | 2                              | 30                             | 32                             | 0,937                          | 6                              |                                |      |       |                            |                            |                            |                            |                            |                            |
|  | Lukas Stamm                       | 2                                 | 30                                | 38                                | 0,789                             | 4                                 |                |             |                                |                                |                                |                                |                                |                                |      |       |                            |                            |                            |                            |                            |                            |
|  | Bajram Ibraimov                   | 0                                 | 26                                | 38                                | 0,684                             | 5                                 |                |             |                                |                                |                                |                                |                                |                                |      |       |                            |                            |                            |                            |                            |                            |
|  | Bajram Ibraimov                   | 0                                 | 26                                | 38                                | 0,684                             | 5                                 |                |             |                                |                                |                                |                                |                                |                                |      |       |                            |                            |                            |                            |                            |                            |

## Abschlusstabelle nach der Endrunde
| Legende | Legende                                       |
| --- | --------------------------------------------- |
| Abk. | Bedeutung                                     |
| Pkt. | erzielte Punkte                               |
| Aufn. | benötigte Aufnahmen                           |
| ED | Einzeldurchschnitt                            |
| GD | Generaldurchschnitt                           |
| VGD | Verhältnismässiger Generaldurchschnitt        |
| BMD | Bester Mannschaftsdurchschnitt                |
| BED | Bester Einzeldurchschnitt                     |
| BSD | Bester Satzdurchschnitt                       |
| BEVD | Bester Einzel Verhältnismässiger Durchschnitt |
| HS | Höchstserie                                   |
| MP | Match Points                                  |
| PP | Partie Punkte                                 |
| G-U-V | Gewonnen-Unentschieden-Verloren               |
| SV | Satzverhältnis                                |
| WRP | Weltranglistenpunkte                          |
| | 1. Platz (Gold)                               |
| | 2. Platz (Silber)                             |
| | 3. Platz (Bronze)                             |
| | Bester GD des Turniers/Runde                  |
| | Bester VGD des Turniers/Runde                 |
| | Bester ED des Turniers/Runde                  |
| | Bester BVGD des Turniers/Runde                |
| | Beste HS des Turniers/Runde                   |
| (Evtl. finden nicht alle Begriffe Anwendung oder einige sind nicht aufgeführt. Diese können in der Liste der Karambolage-Begriffe nachgesehen werden.) |                                               |

| Endklassement   | Endklassement | Endklassement    | Endklassement | Endklassement | Endklassement | Endklassement | Endklassement | Endklassement |
| Phase           | Platz         | Name             | MP            | Pkt.          | Aufn.         | GD            | BED           | HS            |
| --------------- | ------------- | ---------------- | ------------- | ------------- | ------------- | ------------- | ------------- | ------------- |
| Finale          | 1             | Lukas Stamm      | 10            | 150           | 163           | 0,920         | 2,000         | 7             |
| Finale          | 2             | Cengiz Karaca    | 8             | 149           | 153           | 0,973         | 1,363         | 7             |
| Halb- finale    | 3             | Dustin Jäschke   | 6             | 113           | 113           | 1,000         | 2,727         | 11            |
| Halb- finale    | 3             | Hakan Celik      | 6             | 104           | 126           | 0,825         | 1,000         | 7             |
| Viertel- finale | 5             | Tobias Bouerdick | 4             | 71            | 76            | 0,934         | 1,428         | 5             |
| Viertel- finale | 6             | Frank Sudar      | 4             | 81            | 92            | 0,880         | 1,200         | 6             |
| Viertel- finale | 7             | Bajram Ibraimov  | 4             | 86            | 113           | 0,761         | 0,857         | 6             |
| Viertel- finale | 8             | Matthias Meske   | 2             | 74            | 90            | 0,822         | 1,304         | 5             |